# Roger Vittoz
 (juillet 2022).
 (juin 2019).
Si vous disposez d'ouvrages ou d'articles de référence ou si vous connaissez des sites web de qualité traitant du thème abordé ici, merci de compléter l'article en donnant les références utiles à sa vérifiabilité et en les liant à la section « Notes et références ».
Pour les articles homonymes, voir Vittoz.
 Roger Vittoz, né le 6 mai 1863 à Morges et mort le 10 avril 1925 à Lausanne, est un médecin suisse. Il est l'un des premiers psychosomaticiens.

## Biographie
Après des études aux universités de Lausanne et de Genève, il obtient son diplôme de médecin en 1886. Après deux ans de pratique en hôpital à Lausanne, il s'installe à La Brévine, à la campagne, puis aux Verrières. À cette époque, bien que simple généraliste, il était déjà renommé comme « médecin des nerveux », et pratiquait l'hypnose, apprise sous la direction du professeur Auguste Forel.
En 1904, il s'installe à Lausanne et, en 1906, il affirme découvrir les « vibrations » qui, connues sous le nom « d'onde Vittoz », lui permettront la mise au point d'une méthode diagnostique. En 1910, sa méthode de rééducation du contrôle cérébral est au point, et il publie en 1911 le traité « Traitement des psychonévroses par la rééducation du contrôle cérébral ».

## La méthode Vittoz
La méthode mise au point par Roger Vittoz, décrite dans son traité, vise à rétablir ou à fortifier le contrôle cérébral, c'est-à-dire la maîtrise du conscient, sur l'inconscient.
D'un point de vue utilitaire et pratique, cette méthode repose sur trois étapes menées par des exercices :
- l'acte conscient, c'est-à-dire d'arriver à une sensation précise du monde extérieur ou de nos propres actions sans interposition de pensée
- la concentration,
- l'éducation de la volonté.

Cette thérapie relève typiquement de méthodes de relaxation dont le but est d' éveiller la pleine conscience.

## Publications
- Traitement des psychonévroses par la rééducation du contrôle cérébral, 1911, lire en ligne sur Gallica, réédition 1992 Pierre Téqui ou 1999 Desclée de Brouwer  (ISBN 9782740300732)
- Notes et pensées : Angoisse ou contrôle, édition posthume 1955 ?, réédition 1992, Pierre Téqui, 179 pages, avant-propos d'Henri Baruk  (ISBN 9782740300725)